# ГЕС Станіславус
ГЕС Станіславус — гідроелектростанція у штаті Каліфорнія (Сполучені Штати Америки). Знаходячись між ГЕС Спрінг-Гап (7 МВт, вище по течії) та ГЕС New Melones, входить до складу однієї з гілок гідровузла у сточищі річки Станіславус, правої притоки Сан-Хоакін, яка впадає до затоки Сан-Франциско.
ГЕС Станіславус живиться ресурсом із правої твірної Станіславус річки Міддл-Форк-Станіславус (інша гілка гідровузла пов'язана зі сточищем Норт-Форк-Станіславус — правої притоки Міддл-Форк). У межах проекту спорудили дерев'яну водозабірну греблю Санд-Бар висотою 7 метрів та довжиною 53 метри, яка утримує невелике водосховище з площею поверхні лише 0,03 км2 та об'ємом 55 тис. м3.
Захоплений греблею ресурс транспортується по прокладеному через лівобережний гірський масив дериваційному тунелю довжиною 18,3 км з перетином 3,3х2,9 метра. Він завершується у балансувальному резервуарі з площею поверхні 0,06 км2 та об'ємом 0,4 млн м3, який утримують дві земляні греблі висотою 17 та 18 метрів при довжині 122 та 305 метрів відповідно. Далі ресурс потрапляє до напірного водоводу довжиною 1,4 км з діаметром 3 метра, який живить одну турбіну типу Пелтон потужністю 91 МВт, що працює при напорі 465 метрів.
Відпрацьована вода надходить у нижній балансувальний резервуар, створений на Міддл-Форк-Станіславус за допомогою сталевої греблі з дерев'яною обшивкою висотою 6 та довжиною 59 метрів.